# Лесик Микола Володимирович

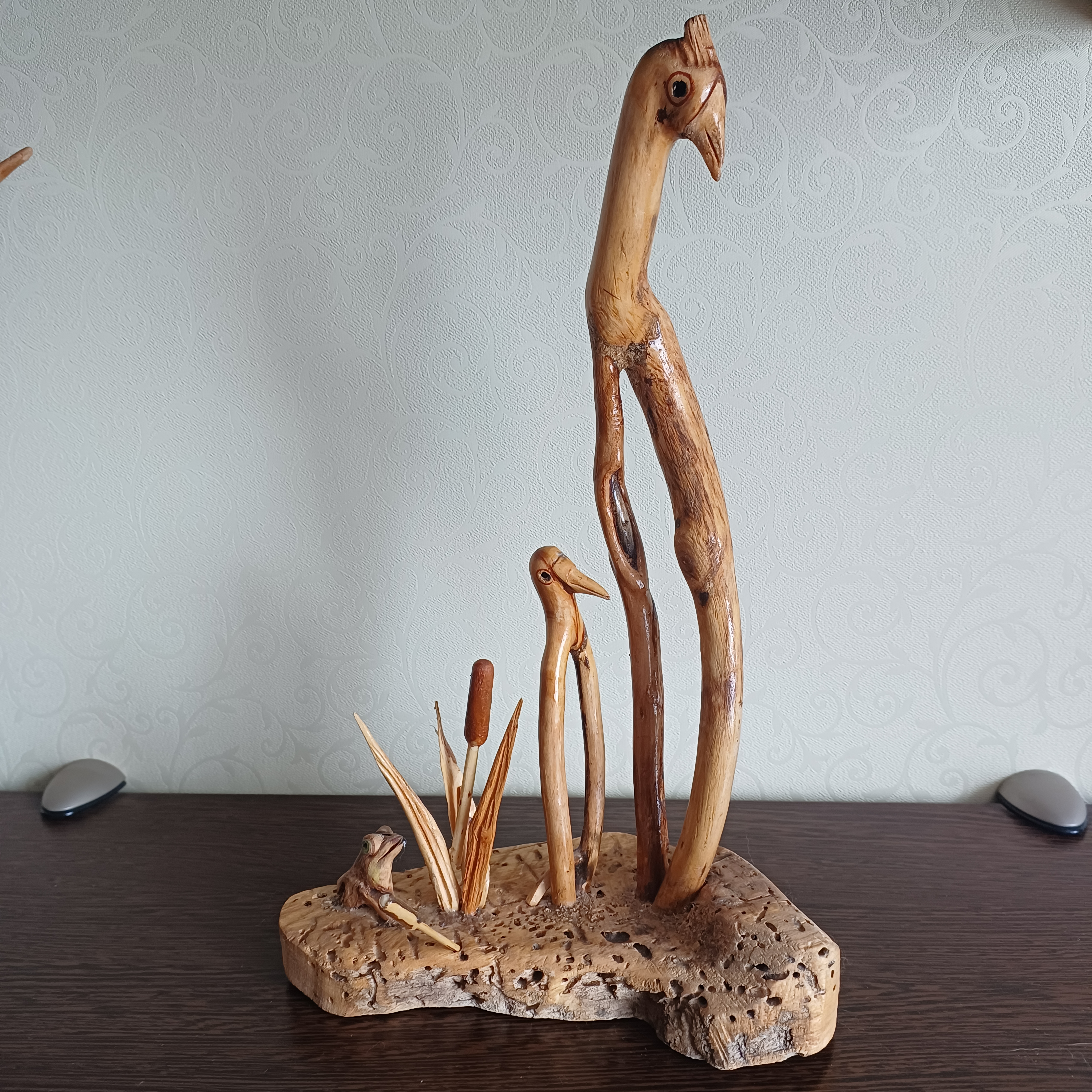
Робота Лесик М.В.

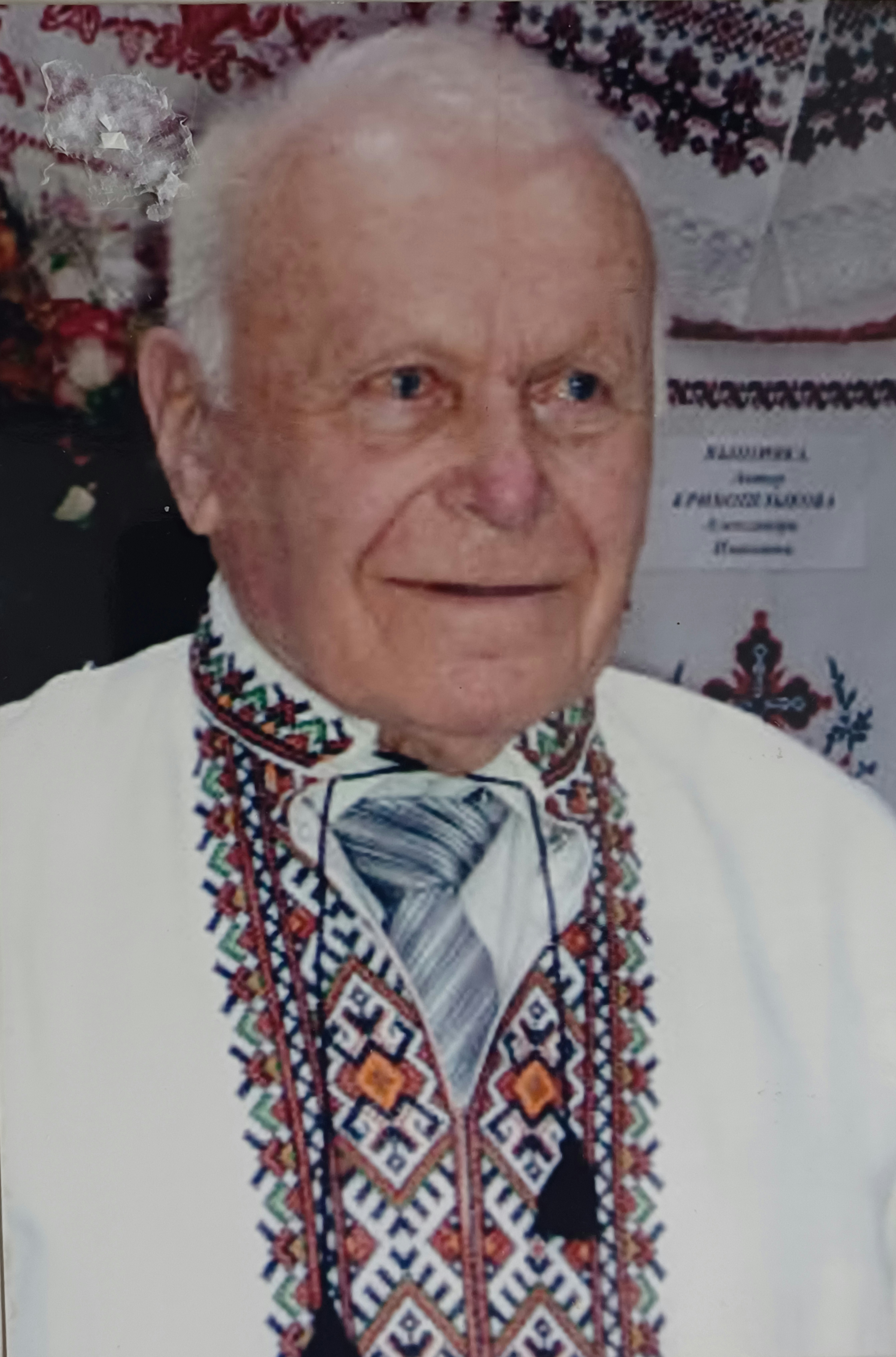

Микола Володимирович Лесик (рос. Николай Владимирович Лесик, 23 квітня 1927, с. Піски,  Лохвицький район, Полтавська область) - почесний громадянин міста Хрустальний (Красний Луч), поет, художник, майстер декоративно-прикладного мистецтва, корнепластика, учасник Великої Вітчизняної війни, Почесний залізничник.

## Біографія
Працював понад 50 років на залізничній станції Красний Луч.
Нагороджений медаллю «За доблесну працю у Великій Вітчизняній війні 1941-1945 рр».
Протягом всього життя писав вірші, малював картини маслом, співав у хорі.
У 1982р. М.В. Лесик серйозно зайнявся різьбленням по дереву і корнепластикою. Перші свої роботи виставляв в школах, дитсадках.
У 1984 р. М. В. Лесик став директором та екскурсоводом у щойноствореному музеї Бойової та Трудової слави залізнічніків на станції Красний Луч.
У 1994 р. йому присвоєне звання «Народний самодіяльний майстер декоративно-прикладного мистецтва Луганщини».
З 2015 року мешкає в Покровську, Донецька область.
М.В.Лесик передав  Покровському історичному музею понад 50 експонатів з історії залізничного транспорту.

## Персональні виставки
- Виставковий зал Краснолуцького художнього салону (ДК ім.Леніна) (квітень 2012)[1]
- Покровська центральна районна бібліотека (січень 2016)[2],
- Покровський історичний музей (липень 2016)[3].

Фото  [Архівовано 29 січня 2019 у Wayback Machine.],  [Архівовано 29 січня 2019 у Wayback Machine.],  [Архівовано 27 лютого 2022 у Wayback Machine.],  [Архівовано 29 січня 2019 у Wayback Machine.],  [Архівовано 30 січня 2019 у Wayback Machine.], [Архівовано 27 лютого 2022 у Wayback Machine.].
Відео ,  [Архівовано 3 квітня 2019 у Wayback Machine.],  [Архівовано 3 квітня 2019 у Wayback Machine.].  [Архівовано 3 квітня 2019 у Wayback Machine.]